# Watain
Watain je švedski black metal-sastav iz Uppsale, osnovan 1998. godine. Ime sastava preuzeto je iz naslova pjesme američke black metal grupe Von.

## Povijest

### Rane godine (1998. – 2000.)
Watain je osnovan 1998. godine. Prema riječima Erika Danielssona, u doba nastanka sastava "zapravo nisu više postojali sastavi za koje bi se činilo da stvari uzimaju ozbiljno te nije postojalo mnogo sastava koji su se zapravo sastojali od, znate, ljudi koji bi činili nešto puno više od pukog sviranja glazbe koju su voljeli i iste vrste glazbe koju su svirali njihovi idoli". Izdali su svoj demoalbum Go Fuck Your Jewish "God" 1998. godine te snimku nastupa uživo Black Metal Sacrifice godinu dana kasnije, koju ne namjeravaju ponovno izdavati. U listopadu 1999. sastav je izdao EP album The Essence of Black Purity koji je objavila izdavačka kuća Grim Rune Productions, kojeg smatraju svojim prvim službenim glazbenim izdanjem, te nastupio uživo na koncertu zajedno sa sastavima Malign i Dark Funeral, kojeg su organizirali sam sastav i Grim Rune Productions.

### Rabid Death's CurseiCasus Luciferi(2000. – 2007.)
Watainov prvi studijski album, Rabid Death's Curse, objavile su izdavačke kuće End All Life Productions i Drakkar Productions 2000. godine, nakon čega je sastav ubrzo izdao split EP zajedno s grupom Diabolicum kojeg je objavio Spikekult Records. Početkom stoljeća u planu je bio i split EP album s grupom Malign te je trebao biti izdan od strane izdavačke kuće Grim Rune Productions prije snimanja Watainovog drugog albuma Casus Luciferi, no nikad nije bio izdan. 2002. godine Watain odlazi na turneju po Europi zajedno sa Unpureom. Godinu dana kasnije, sastav ponovno ulazi u studio kako bi snimili svoj drugi studijski album, Casus Luciferi, na kojem se nalaze tekstovi pjesama napisani od strane Necromorbusa iz sastava Funeral Mist (koji je također služio kao producent svih Watainovih glazbenih izdanja od EP-a The Essence of Black Purity i kao basist na koncertima), MkM-a iz sastava Antaeus te Scorna iz grupe Katharsis. Ubrzo je uslijedila europska turneja The Stellar Descension Infernal Tour s grupama Secrets of the Moon i Averse Sefira. Također su otišli na turneju kroz 18 država sa sastavom Dissection na njihovoj dvomjesečnoj turneji 'Rebirth of Dissection' 2004. godine. Član Dissectiona, Set Teitan, služio je kao pomoćni član Wataina u Rusiji 2005. godine zbog odsutnosti Whortha, koncertnog basista sastava, te je poslije postao i službeni koncertni član sastava.
2006. godine, članovi sastava načinili su Hitlerov pozdrav te nosili majice NSBM sastava Absurd nakon nastupa na njemačkom festivalu Party.San Open Air, što je dovelo do optužbi za bivanje nacističkim sastavom. Upitan o incidentu u intervjuu s njemačkim online metal časopisom Metal.de, Erik Danielsson (vokali i bas-gitara) dao je dvosmislen odgovor, no kad je bio upitan o svojim pogledima na NSBM, objasnio je kako sastav na taj podžanr gleda kao šalu: "NSBM je šala, očajni pristup ljudi koji ne mogu shvatiti perverziju i ludilo black metala. Pokušavaju se prikazati ekstremnima i ograničiti sami sebe u vlastitom poimanju vrste društva koje opisuje nešto za što nas uopće nije briga. Jebeš svijet! Black metal nema nikakve veze sa svijetom kakvim ga znate."

### Sworn to the DarkiLawless Darkness(2007. – 2011.)
Watainov treći studijski album, Sworn to the Dark, izdan je u Europi 21. veljače 2007. Nakon izlaska albuma sastav je otišao na turneju s grupama Celtic Frost, Kreator i Legion of the Damned. 2008. godine su po prvi put nastupali kao glavna grupa u Sjevernoj Americi sa sastavima Withered i Book of Black Earth. Za neke koncerte su im se priključile i grupe Eclipse Eternal i Kronosfear.
2010. godine, Watain je izdao singl za pjesmu "Reaping Death" u dva formata; picture disk s obradom pjesme "Chains of Death" grupe Death SS, te digisleeve CD s obradom pjesme "The Return of Darkness and Evil" grupe Bathory. Ubrzo nakon izlaska singla uslijedilo je izdanje albuma Lawless Darkness koji je izdan 7. lipnja 2010.

### The Wild Hunti turnejaBlack Metal Warfare(2011. – danas)
2012. godine Watain je nastupio na Wacken Open Airu. Njihov je peti studijski album, The Wild Hunt, izdan 19. i 20. kolovoza 2013. redom u Europi i SAD-u. Nakon izlaska albuma sastav je započeo svjetsku turneju koja je započela u rodnom gradu sastava, Uppsali, 24. kolovoza. U siječnju 2015., Watain, Mayhem i Revenge nastupali su zajedno na turneji "Black Metal Warfare" u SAD-u. Mayhem i Watain otišli su na još jednu turneju u SAD-u u studenom 2015. zajedno s grupom Rotting Christ kao "Part II (Drugi dio)" prethodne turneje.

## Glazbeni stil i ideologija
Još od početka vlastite karijere, Watain je često bivao uspoređivan s Dissectionom ili se mislilo kako je inspiriran radom sastava Ofermod. Erik Danielsson je potvrdio kako "Watain i Dissection uistinu imaju puno toga zajedničkog kao sastavi, i glazbeno i duhovno", ali je također komentirao kako su pitanja takvog tipa "potpuno nebitna u odnosu s velikim užasom iz kojeg su rođeni i Dissection i Watain". Watain je kao svoje uzore nabrojio grupe Bathory, stari Mayhem, Mercyful Fate, Death SS, Samael i Necrovore.
Novinar Allmusica, Eduardo Rivadavia, napisao je kako je njihov debitantski album Rabid Death's Curse "sugerirao kako je Watain u najboljem slučaju zadovoljan stvaranjem namjerno sirovih kopija inspirativnih predaka koji rangiraju od Bathoryja do Mayhema, te u najgorem slučaju nesposoban učiniti išta drugo" ali da album "čini važnu ulogu za buduću Watainovu karijeru, onu na koju obični slušatelji nikad ne obraćaju pažnju, ali koju bi vjerni obožavatelji u nekom trenutku vrlo vjerojatno mogli željeti istražiti kako bi bolje razumjeli sve što je došlo nakon nje". Ronald Ziegler iz njemačkog fanzina Horrible Eyes opisao je zvuk albuma kao "vrlo švedski, vrlo death metalno". Prema riječima Rivadaviae, drugi album Casus Luciferi zvuči manje norveški i više švedski od prijašnjih radova. Sworn to the Dark "dodaje puno jako zaraznih i melodičnih rifova te nešto malo cool gitarističkih protu-melodija" "zujajućim gitarama i mahnitim blast beatovima"; vokali "padaju negdje između black i death metala. Sirovi su i agresivni, ali još uvijek razumljivi." Rivadavia je za pjesmu "Storm of the Antichrist" rekao kako je "savršena ravnoteža Venomovog ili Darkthroneovog izravnog divljaštva i jednostavne izvedbe te Emperorovog uskovitlanog aranžmana i progresivne orijentacije" te je izdvojio njihovo "veće poštovanje prema različitim oblicima heavy metala, koje je daleko od uobičajenog black metal mentaliteta 'neka se svi je*u' koji je često zamarajuć i tvrdoglav" kao što je prikazano u: ""Underneath the Cenotaph" koja pokazuje speed picking na gitari u stilu thrash metala, "veličanstveno gusti, skoro rifovi u stilu Opetha" koji najavljuju pjesmu "The Serpent's Chalice" te "dio na bas-gitari koji podsjeća na Iron Maiden" na kraju pjesme "The Light That Burns the Sun". Thomas Gabriel Fischer iz sastava Triptykon, čiji je bivši sastav Celtic Frost otišao na turneju sa Watainom 2007. godine, usporedio je Watain sa svojim starim sastavom Hellhammer "u potpuno pozitivnom smislu. Watain pristupljuje glazbi s određenom razinom poštovanja i određenom razinom mističnosti. Ono što oni rade nije samo izvedba; ono što oni rade je dublje od toga. To me jako podsjeća na dobre strane Hellhammera."
Prema Danielssonu, Lawless Darkness je više baziran na samom Watainu nego na drugim grupama te je uspoređivan s Bathoryjem, Master's Hammerom, Fields of the Nephilim i Deep Purpleom. Unatoč svojoj progresivnosti, još su uvijek "zadržali nešto kartonskog ritmičnog zvuka bubnjeva u počast lo-fi pionirima kao što su Venom i Bathory" također uz korištenje "melodija koje su dostojne Emperora". Novinar Rock Harda Götz Kühnemund usporedio je album sa starim Rainbowom te Dio-erom Black Sabbatha zbog atmosfere, te također s Bathoryjevim epskijim izdanjima.
Članovi Wataina identificiraju se kao teistički sotonisti. Svi su tekstovi pjesama, osim ako su pridoneseni od strane članova drugih grupa napisani od strane vokalista Erika Danielssona, koji je sumirao njihove teme pjesama na "religiju na kojoj su bazirane, sotonizam, ili - kako bi se izbjegla zabuna - štovanje vraga". Danielsson vjeruje kako je sustav vjerovanja dijeljen od strane svih članova "vrlo potreban kako bi se moglo činiti nešto intimno i osobno poput glazbe". Watain podržava Misanthropic Luciferian Order, kult Jona Nödtveidta koji je upleten u ubojstvo i zlostavljanje životinja.

## Nastupi i kontroverze
Watain su poznati po nastupima na kojima vrlo često koriste svijeće, pirotehniku te, srodno bezbrojnim black metal grupama, udove i kosti životinjskih lešina. Sastav je radi toga postao ozloglašen, ali i zbog polijevanja članova publike životinjskom krvi (što je dio uobičajenog Watainovog rituala) na koncertu u Brooklyn Night Bazaaru 2014. godine, što je navodno natjeralo nekoliko prisutnih osoba na povraćanje. Ovaj je događaj uskoro dobio pozornost TMZ-a.
Ono što je još kontroverznije jest kako Watain zapravo dobiva životinjske lešine i krv. O sastavu i dalje postoje navodi kako su njegovi članovi ubijali golubove te da su čak i pokušali otkupiti pse od beskućnika kao izvor krvi. Erik Danielsson trenutno ovo poriče, iako je u prošlim intervjuima implicirao kako je sudjelovao u žrtvovanju ili pokušao žrtvovati žive životinje za koncerte, iako nije lako ustanoviti je li ili nije bio potpuno ozbiljan oko svojih komentara.

## Članovi sastava
Trenutna postava
- E. – vokali, bas-gitara (1998. – danas)
- H. – bubnjevi (1998. – danas)
- P. – gitara (1998. – danas)

Trenutni koncertni članovi
- Set Teitan (Davide Totaro) – gitara (2007. – danas)
- Alvaro Lillo – bas-gitara (2007. – danas)
- H. Death – gitara (2008., 2013., 2014., 2015. - danas)
- E. Forcas – bubnjevi (2015. - danas)

Bivši članovi
- C. Blom – gitara (1998. – 2000.)

Bivši koncertni članovi
- John Doe – gitara
- Tore Stjerna (Necromorbus) – gitara, bas-gitara (2000. – 2002.)
- Y. – bas-gitara (2001. – 2005.)
- S. L. – gitara (2010., 2012.)
- Gottfrid Åhman – gitara (2013.)

## Diskografija
Studijski albumi
- Rabid Death's Curse (2000.)
- Casus Luciferi (2003.)
- Sworn to the Dark (2007.)
- Lawless Darkness (2010.)
- The Wild Hunt (2013.)
- Trident Wolf Eclipse (2018.)
- The Agony & Ecstasy of Watain (2022.)

Koncertni albumi
- Black Metal Sacrifice (1999.)
- The Ritual Macabre (2001.)
- Tonight We Raise Our Cups and Toast in Angels Blood: A Tribute to Bathory (2015.)